# Fiskevær
Et fiskevær er benævnelsen for et norsk fiskeleje, det vil sige en i forbindelse med fiskeri tidvis ibrugtagen bebyggelse. I nyere tid er sådanne pladser blevet steder for en fastboende befolkning, men benævnelsen bevaret.
Fiskevær er en bosætingsform, som findes langs den norske kyst fra Vestlandet til Finnmark. Den er mest udbredt i Nordnorge fra Lofoten og mod nord til Østfinnmark. Bosætingsformen er hovedsagelig baseret på fangst af sødyr og fiskeri, den ældste næringsvej, som kan påvises i Norden. Det siges, at fiskeværet er den bosætningsform, som går længst tilbage i historien: I Norge, helt til ældre stenalder.
Fiskeværene er et grundlæggende træk i norsk kysthistorie. Ordet «vær» kan betyde veide- eller fiskested ved havet. En anden teori går ud på, at fiskerne/fangstfolket blev knyttet til hinanden ved højtidelige løfter eller eder, gammelnorsk «varar» for sammen at værge fiskestedet mod angreb udefra.
I Norge findes to typer fiskevær, det helårsbosatte fiskevær med en kombination af jordbrug og fiskeri, og rorværet med få fastboende og et folketal, som varierede med fiskesæsonerne. De fleste fiskevær, der kendes i dag, er en blanding af de to. Igennem historien har fiskeværet ændret form med større ændringer i yngre stenalder, da husdyrhold og jordbrug blev en del af økonomien, og i middelalderen, da tørfisken blev en handelsvare. Fælles for alle fiskevær er, at de ligger ved gode, naturlige havne, og har nærhed til fiskepladserne. Båden har hele tiden været det vigtigste redskab for kontakt med omverdenen, og bebyggelsen i fiskeværene har været lagt, så adkomsten til søen var så let som muligt.

## Historie
Fremvæksten af fiskeværene skyldes det rige fiskeri og den årstidsbetingede vandring for torsk, sild og sej. Mange af de sæsonbaserede rorvær fik fast bosættelse, da fiskeriene blomstrede. Fiskeværene kunne opnå bymæssige størrelser. Kabelvåg i Lofoten er den første kendte koncentrerede fiskeværbosættelse og handelscentrum i Nordnorge. Snorre Sturlasson omtaler "Vågastevnene" som den vigtigste mødeplads for handel i nord. Fiskevær og rorvær kunne også være privatejede af såkaldte «væreiere», som ofte boede i været.
Fiskeværene kom efter år 1000 ind under kongens indflydelse med love og skatter. Gradvist kom også kirken ind i værene. Allerede i 1000-tallet var tørfisken en vigtig norsk eksportartikel. I 1100-tallet blev den det vigtigste grundlag for Bergens købmandstand. Bygning af rorbuer for tilrejsende fiskere begyndte på den tid. Fiskeværene voksede i takt med udviklingen af Bergen by.
Fiskeeksporten voksede de næste par hundrede år, og fiskeværene blomstrede. De blev såkaldte tettsteder med nogen fastboende og mange tilrejsende sæsonfiskere. Handelen foregik med hanseaterne i Bergen og ærkebiskoppen i Trondheim som opkøbere. Efterhånden overtog byborgere i de samme byer handelen. En hyppig jektefart mellem storbyerne og fiskeværene førte til, at udviklingen af kultur og økonomi i værene fulgte den i de store byer.
Fiskeværene var selvbjergende samfund, som selv klarede de fleste led i produktion af varer og tjenester. Foruden brygger og rorbuer kunne et typisk fiskevær bestå af naust, skærer, egnerbuer, fjøs, våningshus (boliger), fiskehjeller, nothjeller, ishus, røykeri (røgeri), trandamperi, bageri og smedier. Med tiden blev der også bygget kajer.
Efter nedgangstiderne i 1600-tallet blomstrede fiskeriet op igen i 1700- og 1800-tallet. Mange af fiskeværene blev lokale handelscentre gennem gæstgiverbevillinger. Gæstgiverne drev både lokal handel og handel mellem fiskere og bergenske købmænd. I sidste halvdel af 1700-tallet gav kongen enkelte væreiere langs kysten af Nordnorge (fra Brønnøysund til Vardø) tilladelse til at drive handel, de blev såkaldte «priviligerte handelsmenn». Det berygtede «nessekonge-system» opstod, og flere af fiskeværene blev styret af sådanne nessekonger.
På kysten af Nordmøre og Romsdal fik fiskeværene et stort opsving fra tidligt i 1700-tallet på grund af produktion og eksport af klipfisk. Her var en speciel fiskeværorganisation, som blev kaldt "værtvang". En fisker, som skulle drive utror fra et vær, var bundet til at sælge fisken til værejeren. Værejeren fastsatte prisen.
Fra midten af 1700-tallet blev Nordnorge opsøgt af russiske skuder for opkøb og byttehandel med fisk. Den såkaldte pomorhandel begyndte. Russerne havde tidligere drevet handel med fiskerne i Nordnorge fra middelalderen til begyndelsen af 1600-tallet. Nu kom købmænd fra Kolahalvøen og byttede fisk mod korn og andre forbrugsvarer, både fra fiskerne direkte og fra nessekongerne. Pomorhandelen nåede et højdepunkt i 1800-tallet, hvor der kunne komme mere end 400 russiske skuder til Nordnorge årligt. Pomorhandelen varede til den russiske revolution i 1917.

## Moderne fiskevær
Omkring afslutningen af 1. verdenskrig eksisterede de gamle fiskevær endnu: Under de store fiskerier samledes norske fiskere i de såkaldte rorvær, hvorved forstås havne i nærheden af fiskepladserne, hvor der fandtes de nødvendige lagerhuse (»sjøboder«) for fiskeopkøberne, de nødtørftige beboelseshuse (»rorboder«), hvert med plads for 12—16 mand foruden rum til opbevaring af garn og andre redskaber samt af agnforsyningen. I et fiskevær kunne der i sæsonen findes op til 4.000 mand; uden for fisketiden lå disse hussamlinger omtrent mennesketomme. De sanitære forhold i fiskeværene lod før krigen meget tilbage at ønske, men efter krigen blev disse forhold forbedrede.
Fiskeværene opstod i et samfund baseret på åbne både, som blev roede eller sejlede. Bådene var heller ikke større end, at de kunne trækkes på land. Omkring år 1900 fik fiskebådene motor, og de blev større og kunne ikke længere trækkes på land som før. Nye og større fangstredskaber blev taget i brug. Alt dette krævede bedre havne, og de fiskevær, som skulle overleve, blev udbyggede med moler og kajer. I dag er de overlevende fiskevær hjemmehavne for en moderne fiskeflåde og næringsmiddelindustri. Mange af de gamle, rige fiskevær er fraflyttede, og lever mest om sommeren, når turister og fritidsboligejere indtager bebyggelsen.

## Norske fiskevær
| - Andenes - Ballstad - Barkestad - Bleik - Bliksvær - Bogøy - Brettesnes - Bud - Bugøynes - Flåvær - Gamvik (fiskevær) - Gjesvær - Gjæsingen - Grip - Grunnfarnes - Gryllefjord - Gåsvær (Herøy) - Halten - Hamningberg - Hamnøy | - Havøysund - Helligvær - Henningsvær - Horta - Hovden i Vesterålen - Humlingsvær - Husøy (Senja) - Kabelvåg - Kamøyvær - Kjøllefjord - Kongsfjord - Kvenvær - Kya (Frøya) - Kårhamn - Laukvik (Vågan) - Mausund - Mefjordvær - Meløyvær - Myken - Myre | - Napp - Nervei - Nord-Fugløy - Nord-Lenangen - Nordvågen - Nusfjord - Nyksund - Nykvåg - Reine - Revøysund - Risvær - Rognaldsvåg - Rorbu - Rødsand - Sauøy - Selvær - Senjahopen - Sifjord - Skarsvåg - Skipnes | - Sklinna - Skrova - Stamsund - Steinfjord (Berg) - Stø - Støtt - Sula (Frøya) - Sund i Lofoten - Sør-Gjæslingan - Sørburøy - Sørvågen - Sørvær (Bodø) - Sørvær (Hasvik) - Tinden i Øksnes - Titran - Torsvåg - Vengsøya - Vågsvær - Å i Lofoten |